# Voiturette

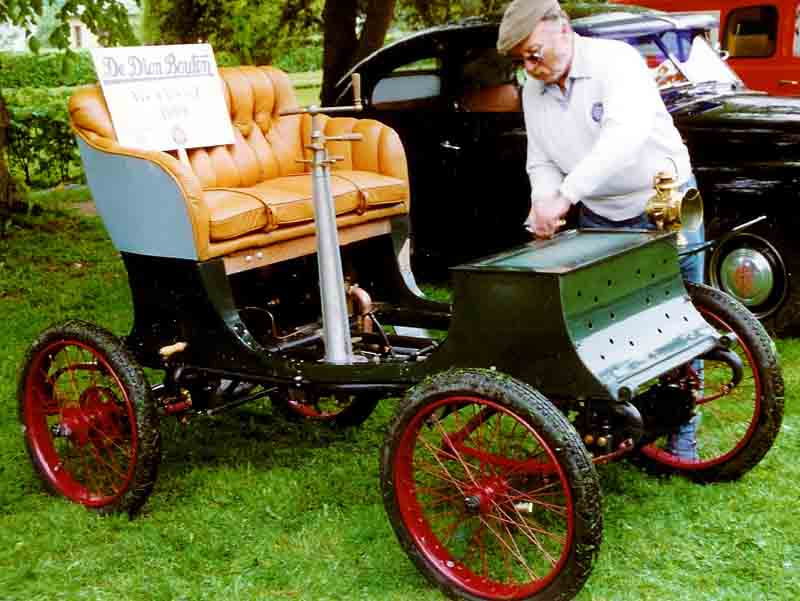
De Dion-Bouton 1899

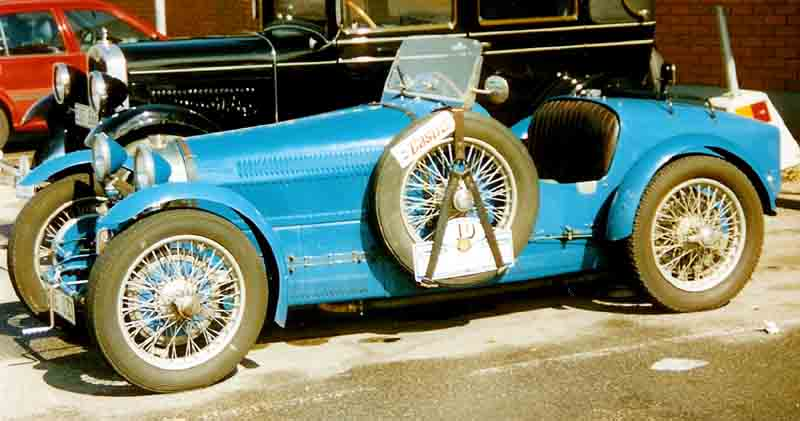
Bugatti Type 37 1926

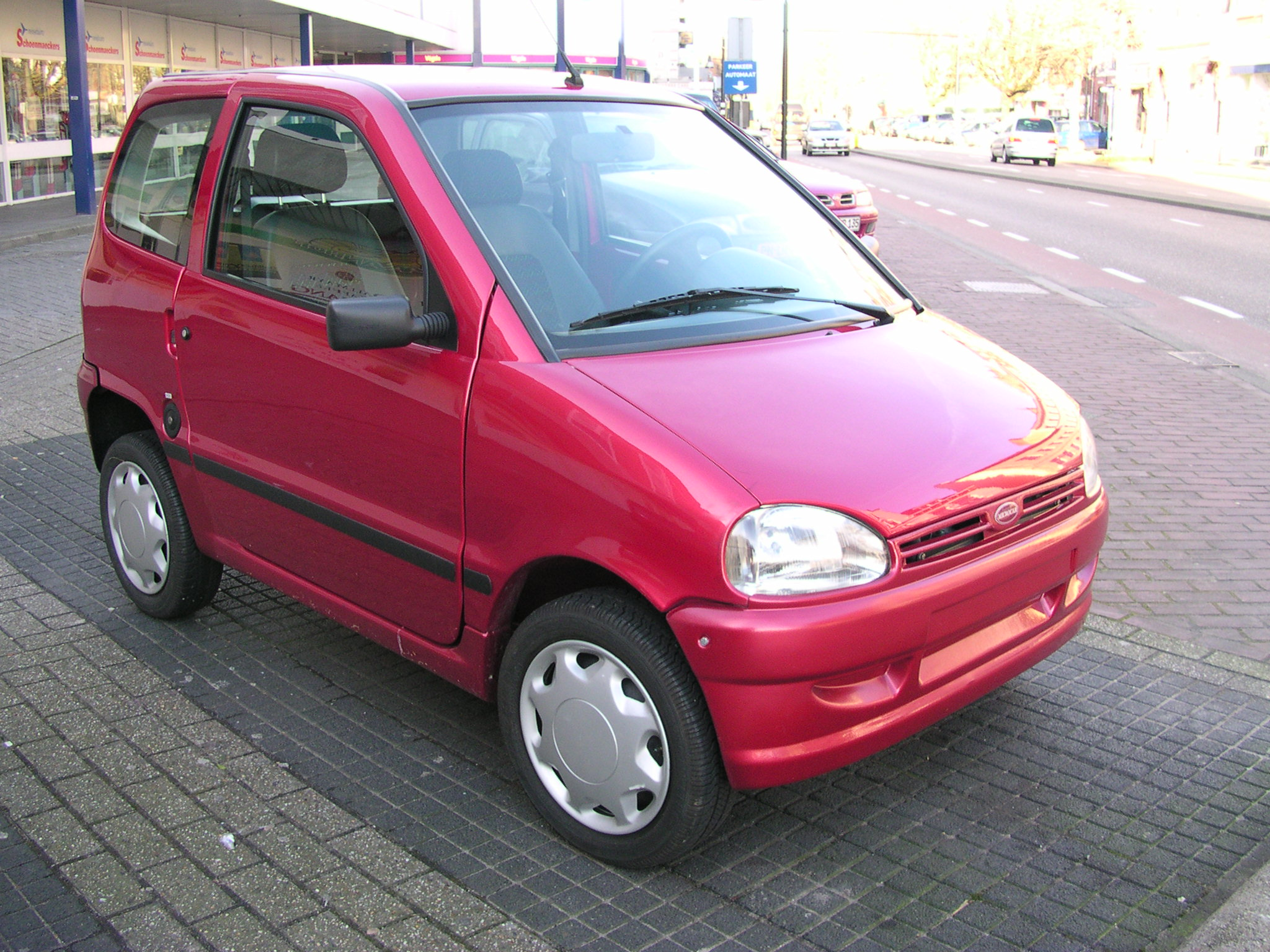
Microcar Virgo

Voiturette är en fransk benämning för småbilar, som haft olika betydelser genom åren. Léon Bollée skapade benämningen för sin år 1895 patenterade trehjuliga bil.
- I bilens barndom kallade de franska tillverkarna, såsom Léon Bollée, De Dion-Bouton och Renault, sina minsta modeller Voiturette.

- Under mellankrigstiden användes beteckningen på tävlingsbilar med motorer med max 1,5 liters cylindervolym, exempelvis Alfa Romeo 158/159 Alfetta, Bugatti Type 37 och Mercedes-Benz W165. Dessa efterträddes efter andra världskriget av formel 2-klassen.

- Efter andra världskriget återkom beteckningen på de mopedbilar som tillverkades i Frankrike och som idag blivit populära i hela Europa, då de räknas som moped klass I och får framföras med enklast möjliga körkort.